# Superliga Brasileira de Voleibol Feminino de 1997–98
A Superliga Brasileira de Voleibol Feminino de 1997–98 foi a 4ª edição desta competição organizada pela Confederação Brasileira de Voleibol. Também foi a 20ª edição do Campeonato Brasileiro de Voleibol Feminino, a principal competição entre clubes de voleibol feminino do Brasil. Participaram do torneio doze equipes provenientes de quatro estados brasileiros (São Paulo, Minas Gerais, Paraná e Santa Catarina).
Estreante na competição, o Rexona de Bernardinho e Fernanda Venturini conquistou o título ao bater o Leites Nestlé na final, vencendo a série melhor de cinco jogos por 3 a 1. A vitória da equipe paranaense colocou fim a uma sequência de três títulos consecutivos dos adversários.

## Regulamento
A fase classificatória da competição foi disputada por doze equipes em dois turnos. Em cada turno, todos os times jogaram entre si uma única vez. Os jogos do segundo turno foram realizados na mesma ordem do primeiro, apenas com o mando de quadra invertido.
Os oito clubes primeiros colocados se classificaram para os play-offs, que foram divididos em três fases - quartas-de-final, semifinais e final.
Nas quartas-de-final houve um cruzamento entre as equipes com os melhores índices técnicos seguindo a lógica: 1ª x 8ª (A); 2ª x 7ª(B); 3ª x 6ª(C) e 4ª x 5ª(D). Estas jogaram partidas em melhor de 3 (jogos).
As semifinais foram disputadas pelas equipes que passaram das quartas-de-final, seguindo a lógica: vencedora do duelo A x vencedora do duelo D; vencedora do duelo B x vencedora do duelo C. Estas jogaram novamente partidas em melhor de 5 (jogos), sendo um mando de campo para cada e o jogo de desempate, caso necessário, no ginásio da equipe com o melhor índice técnico da fase classificatória.
Os dois times vencedores disputaram o título na final, também em uma série melhor de cinco jogos.

## Equipes participantes
Doze equipes disputaram o título da Superliga Feminina de 1997/1998. São elas:
| Equipe Nome fantasia                    | Temporada 1996/1997 |
| --------------------------------------- | ------------------- |
| Londrina Banestado/Londrina             | 9º                  |
| ADC Bradesco BCN/Osasco                 | 3º                  |
| Aché Clube Dayvit                       | não participou      |
| Paulistano Davene/Paulistano            | 7º                  |
| Joinville Joinville                     | 7º                  |
| Leites Nestlé                           | 1º                  |
| EC Pinheiros Mappin/Pinheiros           | 6º                  |
| Estrela do Oeste Clube Marco XX/Estrela | 8º                  |
| Recreativa Mesbla/Recra                 | 4º                  |
| Minas Tênis Clube MRV/Suggar            | 5º                  |
| Paraná Vôlei Clube Rexona               | não participou      |
| São Caetano Uniban/São Caetano          | 2º                  |

## Campeão
| Superliga Brasileira Feminina 1997-98 |
| ------------------------------------- |
| Paraná 1º Título                      |